# Пахлаві (письмо)

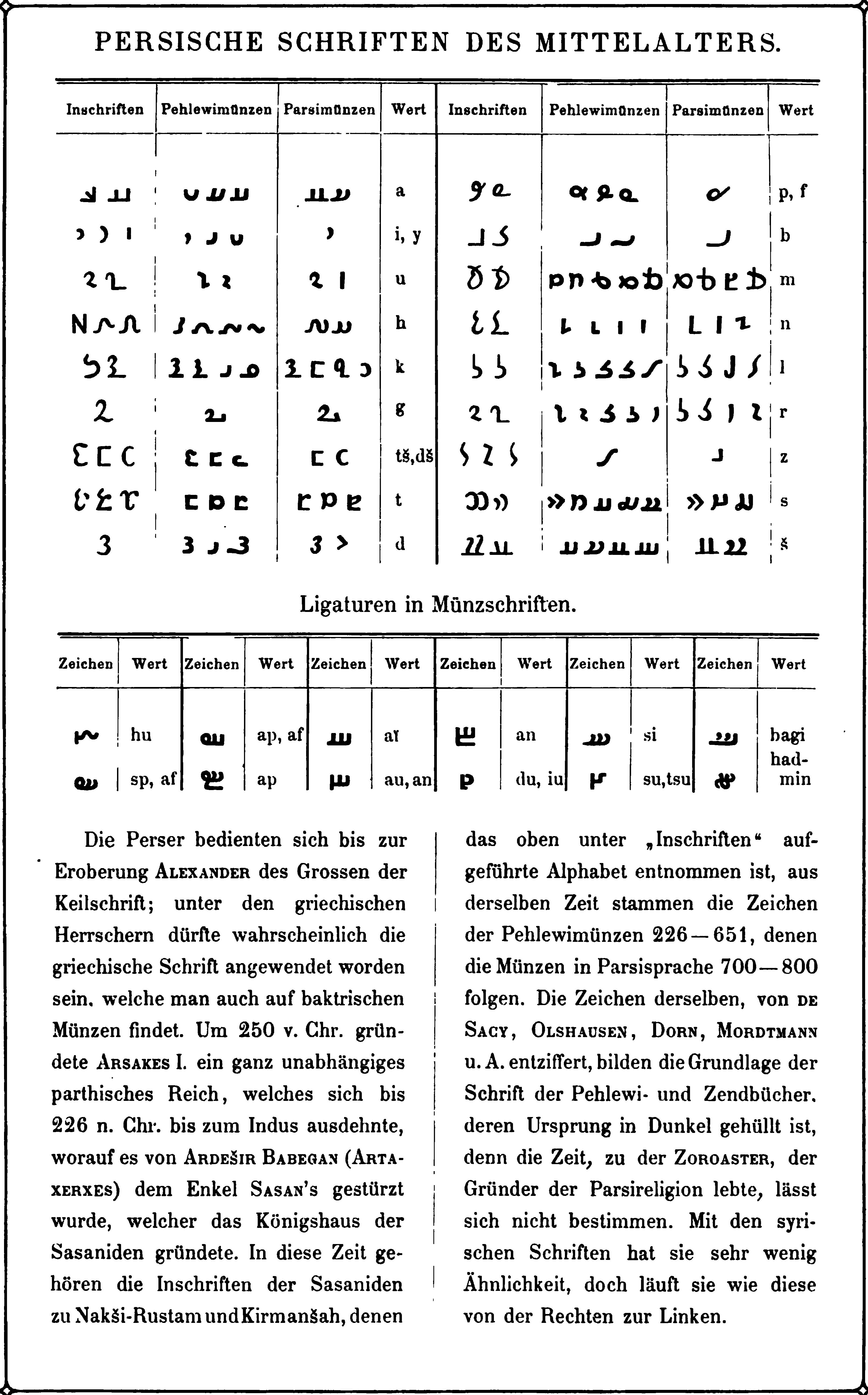
Пехлевійський алфавіт в книзі Carl Faulmann, Das Buch der Schrift, 1880

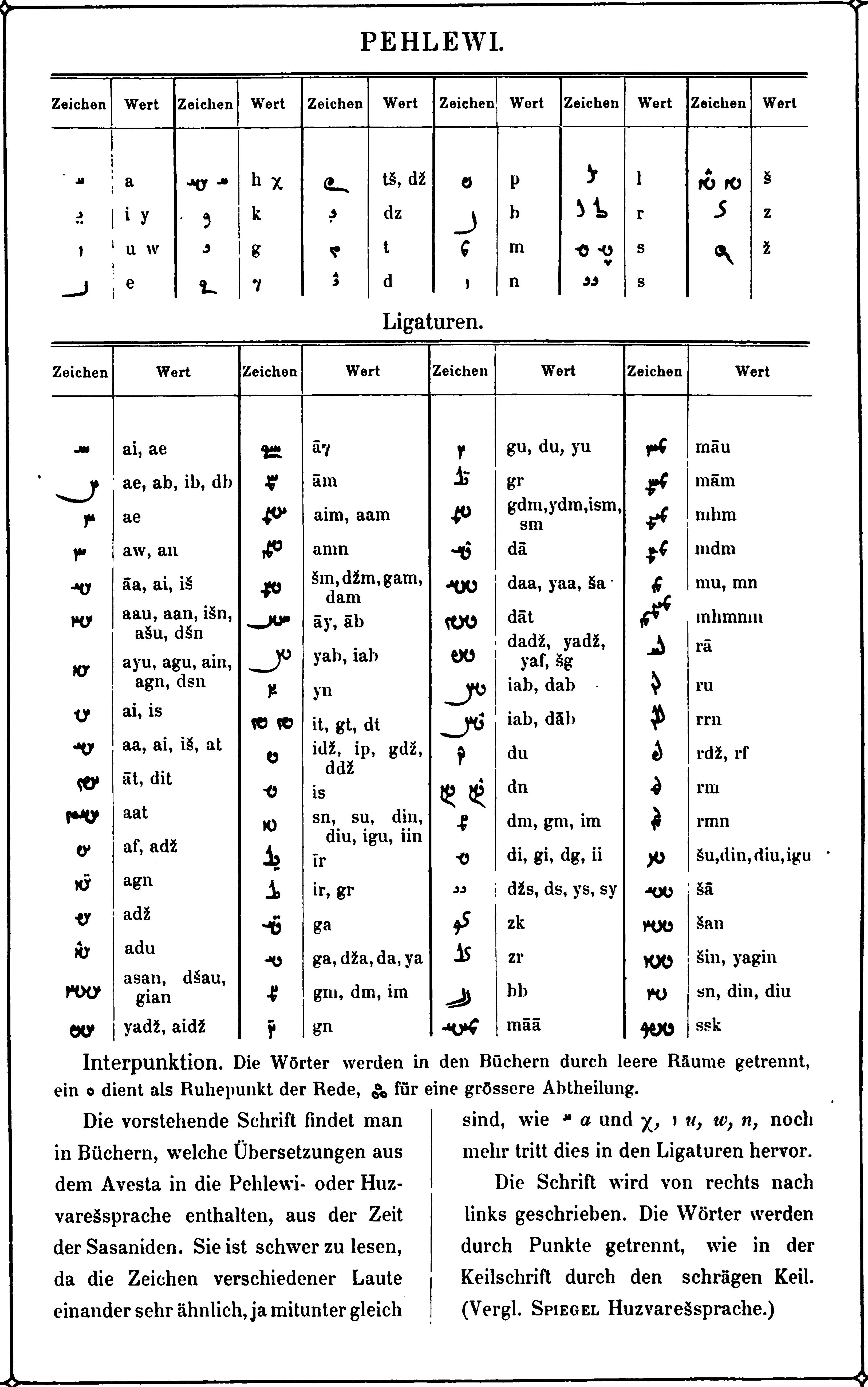
Пехлевійський алфавіт в книзі Carl Faulmann, Das Buch der Schrift, 1880

Пахлеві — система письма, що використовувалася для запису середньоперської мови в державі Сасанідів (III—VII.). Походить від арамейського письма, запис здійснювався також справа наліво. Писемність є абджадом, тобто алфавітом, де голосні не записуються. З Пахлаві повстала авестійська абетка, що використовується для написання релігійних текстів зороастризму, зокрема нею було записано Авесту. Також існували інші різновиди пахлавійської писемності.